# Rita Ribeiro (socióloga)
Rita Ribeiro é uma socióloga portuguesa, mestre em antropologia e investigadora no Centro de Estudos de Comunicação e Sociedade (CECS), da Universidade do Minho. Além da investigação, trabalha como professora universitária no Departamento de Sociologia, do Instituto de Ciências Sociais (ICS) da Universidade do Minho. Concentrada na área da sociologia da cultura, tem se debruçado sobre a cultura popular e folclórica e do património cultural, consumo e estilos de vida, identidades culturais, nacionais e europeias, migração e cidadania.
É responsável pelo Mestrado em Comunicação, Arte e Cultura e foi responsável pelo Mestrado em Sociologia (2009-2012 e 2018-2020) da Universidade do Minho. É membro da Associação Portuguesa de Estudos do Tempo e Sociedade, da Associação Portuguesa de Sociologia e da Associação Europeia de Sociologia, onde cocoordena a rede de investigação de sociologia da cultura. No CECS, coordena o grupo de trabalho de Estudos Culturais.

## Contribuições e Pesquisas
Autora e coautora de diversas monografias de pesquisa, capítulos de livros e artigos a nível internacional e nacional, trabalhou as diversas dimensões da cultura. Dentro das várias contribuições das quais é responsável, destacam-se os seus trabalhos de doutoramento e mestrado, convertidos em obra. O seu trabalho tem-lhe proporcionado várias aparições na comunicação social.

### Obras

#### A Europa na Identidade Nacional
Baseado na sua dissertação de doutoramento, explora a relação de Portugal com a Europa ao longo do último século e meio, investigando como Portugal se posicionou em relação a ela, qual é o significado da Europa para as pessoas portuguesas e com que Europa as pessoas portuguesas identificam-se. A obra analisa os principais temas mítico-ideológicos da identidade portuguesa, utilizando como base a produção literária e ensaística. Também examina o sentido ambivalente que a Europa possui na reflexão nacional. Além disso, o livro aborda a convergência entre o projeto português e o projeto europeu, especialmente através da análise da moeda europeia, vista como um indicador dessa relação de identificação.

#### As lições dos aprendizes: as praxes académicas na Universidade do Minho
Com a sua dissertação de mestrado, explora as práticas de praxe na Universidade do Minho, analisando-as como rituais de passagem que acompanham a transição para o ensino superior e para a vida adulta. A dissertação examina diversos eventos da praxe dos caloiros e da Semana do Enterro da Gata, os quais representam os momentos de separação, margem e agregação desses ritos. A abordagem performativa adotada na pesquisa permite questionar e buscar respostas sobre a capacidade dos rituais de influenciar a realidade. Nesse sentido, as praxes académicas conseguem enfatizar, de forma simbólica, a estrutura hierárquica na universidade, reproduzindo a divisão hierárquica entre docentes e discentes no grupo estudantil.

## Carreira académica

#### Trajetória Académica
| Ano  | Ciclo de Ensino | Curso        | Entidade              | Ref.        |
| ---- | --------------- | ------------ | --------------------- | ----------- |
| 1995 | Licenciatura    | Sociologia   | Universidade do Minho | [ 1 ] [ 9 ] |
| 2000 | Mestrado        | Antropologia | Universidade do Minho | [ 1 ] [ 9 ] |
| 2008 | Doutoramento    | Sociologia   | Universidade do Minho | [ 1 ] [ 9 ] |

#### Carreira Docente
| Ano           | Entidade              | Ref.   |
| ------------- | --------------------- | ------ |
| 1996-2008     | Universidade do Minho | [ 25 ] |
| 2013-presente | Universidade do Minho | [ 25 ] |